# Királyok hétköznapjai
A Királyok hétköznapjai (eredeti címén Long Live the Royals) 2015-ös amerikai számítógépes animációs szitkom, amelyet a Parkműsor egyik készítője, Sean Szeles alkotott. A sorozat a csatorna második minisorozata a Túl a kerítésen után. Az Egyesült Államokban 2015. november 30-án mutatták be a Cartoon Networkon, Magyarországon szintén a Cartoon Network mutatta be 2016. november 26-án.
A négy epizód egy brit királyi család négy tagját mutatja be, miközben a Yule Hare Fesztiválon ünnepelnek. A família legfőbb gondja, hogy miközben helyt állnak uralkodókként, normális családi életet is szeretnének élni.

## Szereplők
- Rufus király – Az uralkodó, Rosalind, Alex és Peter apja.
- Eleanor királyné – Az uralkodó neje, Rosalind, Alex és Peter anyja.
- Rosalind –
- Peter –
- Alex –
- Allistair –
- Frederick –

## Szereposztás
| Szereplő         | Eredeti hang         | Magyar hang       |
| ---------------- | -------------------- | ----------------- |
| Rufus király     | Jon Daly             | Kassai Károly     |
| Eleanor királynő | Wendi McLendon-Covey | Farkasinszky Edit |
| Rosalind         | Gillian Jacobs       | Bánfalvi Eszter   |
| Peter            | Kieran Culkin        | Fekete Zoltán     |
| Alex             | Nicki Rapp           | Baráth István     |
| Allistair        | Horatio Sanz         | Bácskai János     |
| Frederick        | Peter Serafinowicz   | Galbenisz Tomasz  |
| Gavin            | Fred Armisen         | Penke Bence       |
| Demarcus         | Jermaine Fowler      | Szűcs Péter Pál   |

### Magyar változat
A szinkront a Turner Broadcasting System megbízásából a(z) SDI Media Hungary készítette.
Magyar szöveg: Pintér Zsófia
Hangmérnök: Bokk Tamás
Vágó: Wünsch Attila
Gyártásvezető: Molnár Melinda
Szinkronrendező: Juhász Anna
Bemondó: Endrédi Máté
- További magyar hangok: Pupos Tímea, Tarján Péter

## Epizódok

### Évadáttekintés
| Évad | Évad  | Részek száma | Részek száma | Eredeti sugárzás   | Eredeti sugárzás  | Magyar sugárzás      | Magyar sugárzás      |
| Évad | Évad  | Részek száma | Részek száma | Évadbemutató       | Évadzáró          | Évadbemutató         | Évadzáró             |
| ---- | ----- | ------------ | ------------ | ------------------ | ----------------- | -------------------- | -------------------- |
|      | Pilot | Pilot        | Pilot        | 2014. május 16.    | 2014. május 16.   |                      |                      |
|      | 1.    | 4            | 4            | 2015. november 30. | 2015. december 3. | 2016. szeptember 11. | 2016. szeptember 11. |

### Pilot
| # | Magyar cím | Angol cím            | Író         | Magyar bemutató | Eredeti bemutató |
| - | ---------- | -------------------- | ----------- | --------------- | ---------------- |
| 0 |            | Long Live the Royals | Sean Szeles |                 | 2014. május 16.  |

### 1. évad
| # | Magyar cím | Angol cím  | Író                       | Magyar bemutató    | Eredeti bemutató   |
| - | ---------- | ---------- | ------------------------- | ------------------ | ------------------ |
| 1 | A rémnyúl  | Yule Scare | Cole Sanchez, Sean Szeles | 2016. november 26. | 2015. november 30. |
| 2 | A koncert  | Punk Show  | Sean Szeles               | 2016. november 26. | 2015. december 1.  |
| 3 | Horkolás   | Snore Much | Cole Sanchez, Sean Szeles | 2016. november 26. | 2015. december 2.  |
| 4 | Az ünnep   | The Feast  | Calvin Wong               | 2016. november 26. | 2015. december 3.  |

## Díjak és jelölések
| Év   | Díj      | Kategória                                  | Jelölt      | Eredmény |
| ---- | -------- | ------------------------------------------ | ----------- | -------- |
| 2015 | Emmy-díj | Kiemelkedő egyéni teljesítmény animációnál | Sean Szeles | Jelölve  |